# Göscheneralpsee
Le Göscheneralpsee est un lac de barrage en Suisse, dans les Alpes uranaises. 

## Hydrologie
Il est alimenté par la Chelenreuss et la Dammareuss. Il donne naissance à la Göscher Reuss, affluent de la Reuss.

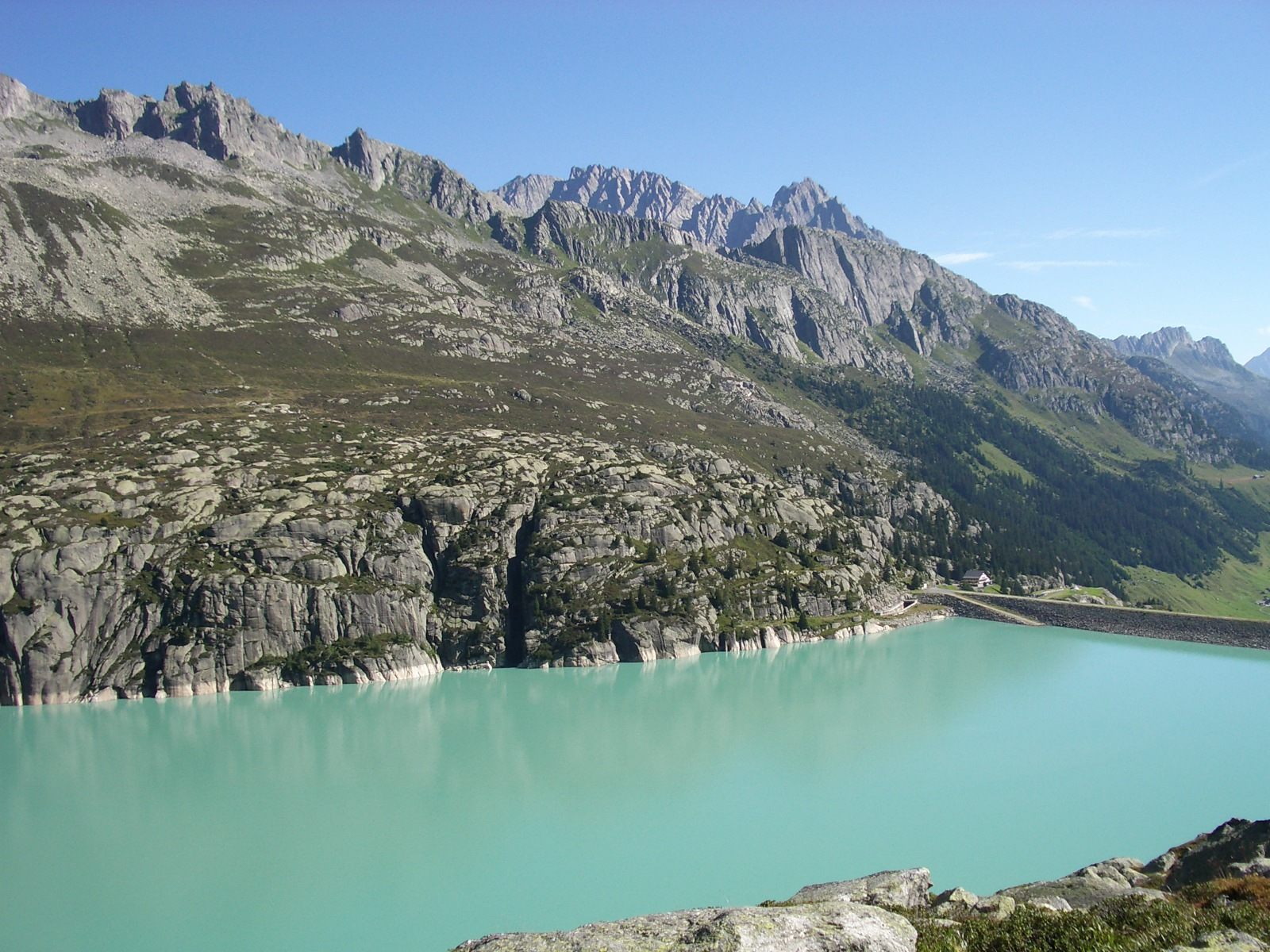